# Балка Глибока
Балка Глибока — ландшафтний заказник місцевого значення, що належить до  басейну річки Чичиклія та розташована в межах Вознесенського району Миколаївської області. Наукове обґрунтування розроблене експертами  Української природоохоронної групи. 

## Розташування
Балка Глибока знаходиться в межах Прибужанівської об'єднаної територіальної громади Вознесенського району між селами Манне, Новосілка, Очаківське.

## Загальна фізико-географічна характеристика
Довжина балки Глибокої близько 16 км. Водозбірна площа близько 65 км.
Відповідно до схеми фізико-географічного районування балка Глибока розташована у Чичиклійсько-Бузькому районі Південно-Подільської височинної області. Рельєф балки утворений степовим ландшафтом розчленованих схилів лесової височини з чорноземами звичайними малогумусними та чорноземами звичайними неглибокими. Абсолютні висоти над рівнем моря в межах балки Глибокої: найнижча- 30 метрів, найвища- 95 метрів.

## Гідрологія
Впадає до балки Сухої в ок. села Подолянка Веселинівського району. Балка входить до водозабору басейну річки Чичиклія

## Флора
За флористичним районуванням територія балки Глибокої відноситься до Західнопричорноморсько-Рівнинокримського округу Західнопричорноморської підпровінції Причорноморсько-Дінської провінції Паннонсько-Причорноморсько-Прикаспійської області Північнопалеарктичного підцарства.
На збережених степових ділянках схилів балки та її відрогів поширені різнотравно-типчаково-ковилові степи, основу яких складають такі види: ковила волосиста, ковила українська, типчак, миколайчики польові, шавлія поникла, астрагал австрійський, залізняк колючий, чистець трансильванський, люцерна румунська, чербець двовидний, рутвиця мала, оман британський, півники карликові та ін. У більш вологих місцях (нижні частини схилів та тальвеги балок) зростають: пирій повзучий, тонконіг вузьколистий, астрагал еспарцетний, деревій благородний, півники солелюбні, ломиніс цілинолистий, пшінка весняна, деревій тонколистий та ін.
З чагарників на схилах відміченно карагану кущову, шипшини, глоди та мигдаль степовий, що репрезентують чагарникові степи. Серед охоронюваних видів, які занесені до Червоної книги України зустрічаються шафран сітчастий, півники понтичні, горицвіт весняний, горицвіт волзький, астрагал шерстистоквітковий, ковила волосиста, ковила Лессінга, ковила шорстка, тюльпан Шренка-на Миколаївщині відомо всього близько 20 місцезростань цього виду та рідкісний гриб зморшок степовий. Цінним є те, що в межах балки Глибока збереглась цілинна ділянка степу площею близько 25 га.

## Фауна
На збережених степових ділянках балки відміченно види тваринного світу, що занесені до Червоної книги України, Європейсткого червоного списку та резолюцій Бернської конвенції. Зокрема це поліксена, подалірій, махаон, сатурнія велика, дибка степова, сколія-гігант, бджола-тесляр звичайна, джміль глинистий, джміль яскравий. Ящірка прудка, яка занесена в охоронні списки Бернської конвенції.
Серед птахів зустрічаються зозуля звичайна, горлиця звичайна, припутень, лунь польовий, канюк звичайний, зимняк, сорокопуд сірий.
Охоронювана фауна ссавців представлена сліпаком подільським та вовком.